# Odznaka „W Służbie Penitencjarnej”
Odznaka „W Służbie Penitencjarnej”, do 1983 przyznawana pod nazwą odznaka Wzorowego Funkcjonariusza Służby Więziennej – polskie odznaczenie resortowe przeznaczone dla pracowników Służby Więziennej, nadawane w latach 1959–1997, a następnie zastąpione odznaką „Za zasługi w pracy penitencjarnej”.

## Okres 1960–1972
Odznaka Wzorowego Funkcjonariusza Służby Więziennej została ustanowiona 10 grudnia 1959, a nadana pierwszy raz 22 lipca 1960 i była przyznawana przez Ministra Spraw Wewnętrznych z urzędu lub na wniosek Dyrektora Centralnego Zarządu Więziennictwa. Początkowo była odznaką jednostopniową. Wzór odznaki stanowiło nieforemne koło, na górze którego umieszczony był stylizowany orzeł. Dolną część odznaki otaczał wieniec z liści laurowych, na którym widniał napis "ZA WZOROWĄ SŁUŻBĘ". W wewnętrznej części koła, emaliowanego na czerwono, umieszczony był skrzyżowany miecz i znicz oraz umieszczone litery "SW".

### Zasady nadawania
Odznaka była nadawana funkcjonariuszowi lub pracownikowi Służby Więziennej, który w okresie co najmniej pięcioletniej służby wykazał się dodatnimi wynikami w pracy oraz poprawną postawą moralno-polityczną.

## Okres 1972–1977
Od 1972 roku wprowadzony zostaje trzystopniowy podział odznaki na: brązową, srebrną i złotą. Wzór odznaki stanowi foremny, od góry otwarty owal, koloru odpowiadającego stopniowi odznaki, z napisem "W SŁUŻBIE PENITENCJARNEJ". W centrum odznaki znajduje się skrzyżowany miecz z pochodnią, otoczony wieńcem laurowym. Górną część stanowi stylizowany orzeł piastowski, a u jego dołu umieszczone są rzymskie cyfry: X na odznace brązowej, XV na odznace srebrnej i XXV na odznace złotej. Część górną i dolną oddziela od siebie listewka w kolorze granatowym i czerwonym.

### Zasady nadawania
Odznaka była zaszczytnym wyróżnieniem dla funkcjonariuszy i pracowników Służby Więziennej, nadawanym za dobre wyniki w pracy zawodowej oraz długoletnią nieprzerwaną i nienaganną służbę. Odznakę brązową można było otrzymać po dziesięciu, srebrną po piętnastu, a złotą po dwudziestu pięciu latach służby.

## Okres 1977–1983
Od 1977 roku odznaka przyjmuje kształt okrągłego medalu o średnicy 32 mm, wykonanego z metalu odpowiadającego kolorem stopniowi odznaczenia. Na awersie od góry podtrzymane zostaje, dotychczas istniejące, oznaczenie minimalnej ilości lat wysługi, potrzebnej do przyznania danego stopnia odznaczenia. W środkowej części odznaczenia umieszczony jest symbol Służby Więziennej, a po okręgu odznaki biegnie napis "W SŁUŻBIE PENITENCJARNEJ". Na rewersie odznaczenia został umieszczony biegnący po okręgu napis "MINISTERSTWO SPRAWIEDLIWOŚCI", a w centrum odznaki napis "ZA WZOROWĄ SŁUŻBĘ", pod którym znajduje się dekoracyjny element w kształcie rombu. Odznakę zawieszano na wstążce koloru granatowego o szerokości 32 mm, z dwoma pionowymi paskami koloru białego szerokości 4 mm, dzielącymi wstążkę na 3 równe części. W zastępstwie odznaczenia dopuszczono noszenie na mundurze baretki odpowiedniego wzoru.

### Zasady nadawania
Od 1977 roku odznakę przyznawano na tych samych zasadach, co w okresie poprzednim, jednak tylko funkcjonariuszom Służby Więziennej.

## Okres 1983-1996
Nazwa odznaka „W Służbie Penitencjarnej” została wprowadzona wraz z reformą ustawy o Służbie Więziennej, która weszła w życie 26 listopada 1983, ale formalne zniesienie poprzednich przepisów dot. odznaki nastąpiło dopiero 29 sierpnia 1986.

## Zasady nadawania
Nadanie odznaki „W Służbie Penitencjarnej” można było uzyskać po pięciu latach (brązowej), dziesięciu (srebrnej) i piętnastu (złotej) latach nieprzerwanej i nienagannej służby.
Kolejna reforma ustawy o Służbie Więziennej ustanowiła nową odznakę „Za zasługi w pracy penitencjarnej”, utrzymując poprzednie odznaczenie w mocy momentu wydania nowych przepisów wykonawczych, które weszły w życie 12 września 1997.